# Ctenitis pallens
Ctenitis pallens är en träjonväxtart som först beskrevs av Brackenr., och fick sitt nu gällande namn av Price. Ctenitis pallens ingår i släktet Ctenitis och familjen Dryopteridaceae. Inga underarter finns listade.